# Metavononoides lyra
Metavononoides lyra is een hooiwagen uit de familie Cosmetidae.